# 姚姚美
姚姚美（韓語：요요미，羅馬化：Yoyomi，1994年10月8日—）本名朴연아（박연아），出生於韓國忠清北道清州市，畢業於清州女子高等學校，2013年开始歌唱生涯，2018年正式以歌手身份出道。

## 大纲
2013年開始歌手生涯，2018年2月23日以單曲專輯《First Story》正式出道。 YOYOMI（姚姚美）這個名字是由經紀公司學校音樂代表安正模命名的，意思是“做一個內心美麗的人”。 他介紹自己為“快樂病毒，歌唱妖精，姚美姚美 姚姚美”。
在經紀公司代表的推薦下，姚姚美最喜歡的歌手惠恩伊的歌曲被一一上傳到YouTube，視頻迅速在社交媒體上傳播開來，一舉成名。 他獲得了“小Hyeeuni”的綽號，因為他接近歌手惠恩甜美清新的情感聲音。
姚姚美因其小個子、大眼睛、可愛可愛的外表和語氣、清新誠實而受到各個年齡段的喜愛。尤其是大叔粉絲/大叔粉絲多，被稱為“中年總裁”。他也被稱為“高速公路IU”，因為他是高速公路上最炙手可熱的小跑歌手。
以小跑為主，演唱民謠、R&B、舞曲、搖滾、POP等多種體裁。她是一名小跑歌手兼詞曲作者，她為自己的歌曲作詞/作曲，我寫/寫了自己的歌《抱住我》、《你還要哭多少》、《如果你愛我》、《我想知道你的心》，《Let's Go》。
2018年起活躍於綜藝節目、娛樂節目、廣告模特、廣告、電視劇、電影、MC、DJ、實時直播等各個領域。